# Antonio Forcione

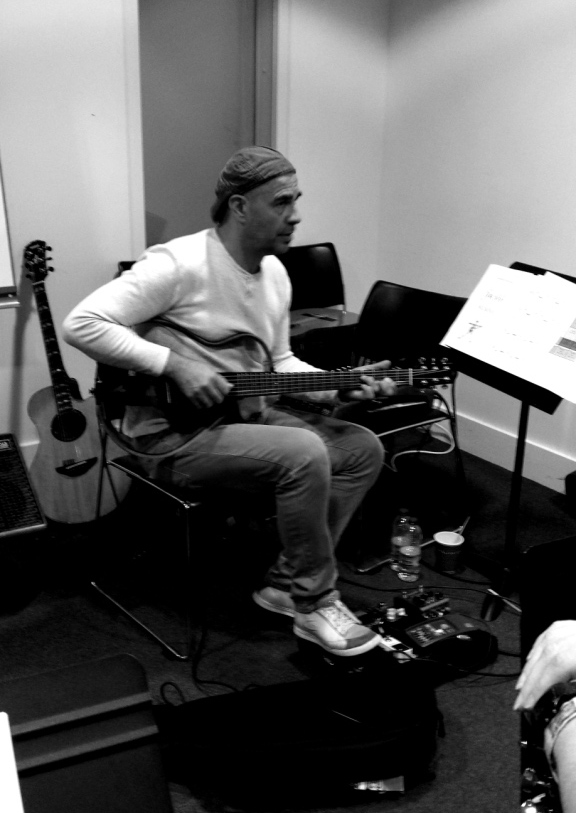
Antonio Forcione

Antonio Forcione (ur. w 1960) – muzyk włoski, wirtuoz gitary akustycznej i kompozytor, uprawia jazz i muzykę etniczną. Studiował muzykę w Rzymie; w 1983 r. przeniósł się do Londynu. W latach 1992–1996 był muzycznym kierownikiem grupy komediowej Olé. 
Występował i nagrywał z takimi muzykami, jak Trilok Gurtu i Bireli Lagrene. 

## Dyskografia
- Celebration (1987)
- Poema (1992)
- Live at Edinburgh Festival (1993)
- Acoustic Revenge (1993)
- Dedicato (1996)
- Meet me in London (1997)
- Talking Hands (1997)
- Ghetto Paradise (1998)
- Vento del Sud (2000)
- Live! (2000)
- Touch Wood (2003)
- Tears of Joy (2005)
- Heartplay (2006)